# نيل روبنسون (لاعب كرة قاعدة)
نيل روبنسون (بالإنجليزية: Neal Robinson)‏ هو لاعب كرة قاعدة أمريكي، ولد في 7 يوليو 1908، وتوفي في 23 يوليو 1983.